# Statsdumaen
 For alternative betydninger, se Statsdumaen (flertydig). (Se også artikler, som begynder med Statsdumaen)
 Der er for få eller ingen kildehenvisninger i denne artikel, hvilket er et problem. Du kan hjælpe ved at angive troværdige kilder til de påstande, som fremføres i artiklen.

Statsdumaen (russisk: Государственная дума, tr. Gosudarstvennaja duma, almindelig forkortelse: Госдума, Gosduma) er underhuset i Den Russiske Føderation føderale forsamling, overhuset er Føderationsrådet. Hovedsædet ligger i det centrale Moskva, få skridt fra Manegetorvet. Dumaens medlemmer kaldes deputerede. Med Boris Jeltsins nye forfatning fra 1993 erstattede Statsdumaen den øverste Sovjet, og er godkendt af den russiske offentlighed ved en folkeafstemning.

## Historie
Statsdumaen blev oprettet i 1906 og var Ruslands første valgte parlament. Zar Nikolaj II's to første forsøg fungerede ikke og blev opløst efter få måneder. Den tredje duma var den eneste der kom til at sidde til slutningen af valgperioden på fem år. Efter en valgreform i 1907 var dumaen stort set kun sammensat af medlemmer af de øvre klasser; de radikales indflydelse i dumaen var næsten fjernet. Dumaens oprettelse efter 1905-revolutionen var en betydelig ændring af den russiske enevælde. Dumaen fik vigtig indflydelse på russisk historie som en af faktorerne i februarrevolutionen, der førte til afskaffelsen af enevælden i Rusland.
I december 1993 vandt pro-Jeltsin-partierne 175 pladser i dumaen mod 125 pladser til venstrefløjen. Tungen på vægtskålen lå hos de 64 deputerede fra det ultranationalistiske liberaldemokratiske parti. Kun partier, der fik mere end fem procent af stemmerne, fik fællestedernes pladser: otte passerede grænsen i 1993. Ud over de otte partier havde 35 modparter ret til at danne en registreret gruppe for at afspejle regionale eller sektorers interesser. Virksomheden blev styret af et styregruppe, Dumarådet, af en person fra hver part eller gruppe. Den vigtigste opgave var at opdele formandsposterne i dumaens 23 udvalg, der blev oprettet som led i en aftale om magtdeling.
I anden halvdel af 1990'erne blev dumaen et vigtigt forum for lobbyvirksomhed af regionale ledere og forretningsmænd på udkig efter skattefiduser og lovlig favorisering. Arbejdet i de førende udvalg (forsvar, udenrigsanliggender og budget) tiltrak  mediernes opmærksomhed og lobbyvirksomhed.
I begyndelsen af 2000'erne var præsidentens enhedspartiet og Den Russiske Føderations kommunistiske parti de førende styrker i statsdumaen.
En 2016-eksponering fra Dissernet viste, at en af ni medlemmer af statsdumaen havde akademiske grader med afhandlinger, der var skrevet af en ghostwritter. [2]